# Dominique Bockelée-Morvan
Dominique Bockelée-Morvan, née le 23 décembre 1957, est une astrophysicienne à l'observatoire de Paris et directrice de recherche française. Elle a reçu la médaille d'argent du CNRS en 2014. Elle est spécialiste des comètes de notre système solaire. 

## Biographie
Dominique Bockelée-Morvan soutient sa thèse en 1989 à l'Université Paris-Diderot sous la direction de Jacques Crovisier. Elle a participé au développement des instruments MIRO et VIRTIS de la sonde spatiale Rosetta, qui étudie à faible distance la comète 67P/Tchourioumov-Guérassimenko. Elle est membre de l'Union astronomique internationale.

## Honneurs et récompenses
- 1991 : Prix Thorlet de l'Académie des sciences pour ses travaux sur la comète de Halley.
- 1992 : Prix Jeune Chercheur de la Société française d'astronomie et d'astrophysique[4]
- 2014 : médaille d'argent du CNRS[5].